# 37 a. C.
El año 37 a. C. fue un año común comenzado en lunes, martes o miércoles, o un año bisiesto comenzado en lunes o martes (las fuentes difieren) del calendario juliano. También fue un año bisiesto comenzado en lunes del calendario juliano proléptico. En aquella época, era conocido como el Año del consulado de Agripa y Galo (o, menos frecuentemente, año 717 Ab urbe condita). La denominación 37 a. C. para este año ha sido usado desde principios del período medieval, cuando la era A. D. se convirtió en el método prevalente en Europa para nombrar a los años.

## Acontecimientos
- En Alemania, el pueblo germano ubio funda la aldea de Ara (actual Colonia), por orden de Marco Vipsanio Agripa (de 26 años).
- Marco Vipsanio Agripa crea el Puerto Julio (Portus Iulius) en el hoy sumergido pueblo de Puteoli, cercano a Nápoles.
- La flota romana de Marco Vipsanio Agripa derrota a Sextus Pompeius Magnus Pius (de 28 años) en Milas (Milazzo).
- Marco Vipsanio Agrippa se casa con la hija única de Tito Pomponio Ático, un rico caballero romano amigo de Cicerón.
- Octavio trama el Segundo Pacto de Tarento, que prolonga el triunvirato otros cinco años.
- Sexto Pompeyo, gobernador de Sicilia, vence a Octavio —que quería conquistar la isla— en la batalla naval de Mesina.
- El ejército romano vence a los partos y conquista Jerusalén. Termina así el levantamiento de los nacionalistas macabeos.
- Herodes I el Grande se convierte en rey de Judea. Aristóbulo III se convierte en sumo sacerdote judío.
- En Judea viven un millón de judíos. Entre Siria, Asia Menor, Babilonia (Irak) y Egipto hay repartidos otros cuatro millones. Herodes alienta la vuelta a Judea de judíos que viven en familias aristocráticas en Babilonia.
- Herodes manda a degollar a Antígono Matatías, el Asmoneo (43) hijo de Aristóbulo II, por haber organizado la revuelta de los nacionalistas macabeos.
- De acuerdo con Flavio Josefo (Las guerras de los judíos), Herodes construyó Masada entre este año y el 31 a. C. como refugio particular en caso de que los judíos se sublevaran.
- Otoño: Marco Antonio se casa con la reina Cleopatra de Egipto en Antioquía (Siria) en su regreso a Roma tras una ausencia de tres años. Se había casado con la hija de Octavio, con la que había tenido dos hijas: Antonia Maior y Antonia Minor.
- Marco Antonio despliega una campaña contra los partos que termina en el año 36 a. C. debido a las difíciles condiciones climáticas invernales.
- Roma cede partes de Siria y Fenicia a Egipto.
- En Corea, según la fecha tradicional, el legendario rey Jumong funda el reino de Goguryeo.
- Comienza el régimen de terror de Fraates IV, rey de los partos (muerto en el año 2 a. C.).
- Orodes II abdica después de la muerte de su hijo Pacor. Designa entre sus treinta hijos a Fraates IV, quien asesinará a sus hermanos, después a su padre, a quien estrangula con sus propias manos después de intentar envenenar. Fraates IV instaura un régimen de terror en la corte. Algunos Grandes abandonan el país. Uno de ellos, Manesse, se refugia con Marco Antonio en Siria y le ofrece apoderarse del reino de los partos. Antonio le encarga preparar la expedición militar.
- Jumong funda el reino coreano de Koguryŏ, que domina el norte de Corea y el este de Manchuria, hasta el fin de reinado en 19 a. C.
- En la isla de Ceilán (en el sur de la India) el budismo encuentra su forma definitiva bajo el canon Pali.
- Virgilio escribe las Bucólicas.
- Marco Terencio Varrón, (Reate, 116 - 27 a. C.) escribe que la causa de las enfermedades son microorganismos.
- Herodes el Grande, hijo del procurador Antipatro, se convierte en rey de Judea.[1]

## Fallecimientos
- Antígono el Asmoneo (43) hijo de Aristóbulo II, fue degollado por orden del rey Herodes (n. 80 a. C.)
- Jing Fang (41), matemático y teórico musical chino (n. 78 a. C.).
- Shangguan (52), emperatriz de China de nombre personal desconocido (n. 89 a. C.).
- Varrón de Aude, poeta latino nacido en Narbona.